# Норт Џонс (Алабама)
Норт Џонс (енгл. North Johns) град је у америчкој савезној држави Алабама. По попису становништва из 2010. у њему је живело 145 становника.

## Демографија
Према попису становништва из 2010. у граду је живело 145 становника, што је 3 (2,1%) становника више него 2000. године.
| Група             | 2000.      | 2010.      |
| Белци             | 57 (40,1%) | 72 (49,7%) |
| Афроамериканци    | 84 (59,2%) | 67 (46,2%) |
| Азијати           | 0 (0,0%)   | 0 (0,0%)   |
| Хиспаноамериканци | 0 (0,0%)   | 0 (0,0%)   |
| Укупно            | 142        | 145        |